# Джаны-Турмуш (Чуйская область)
Джаны-Турмуш (кирг. Жаңы-Турмуш) — село в Чуйском районе Чуйской области Кыргызстана. Входит в состав Искринского айылного аймака.

## География
Село расположено в центральной части области, к северу от Восточного Большого Чуйского канала, на расстоянии приблизительно 3 километров (по прямой) к востоко-юго-востоку от города Токмак, административного центра района. Абсолютная высота — 905 метров над уровнем моря.

## Население
Согласно оценочным данным Национального статистического комитета Кыргызской Республики, численность населения села на начало 2023 года составляла 473 человека.
| год     | 2009 | 2014 | 2015 | 2020 | 2021 | 2023 |
| ------- | ---- | ---- | ---- | ---- | ---- | ---- |
| человек | 384  | 512  | 512  | 548  | 550  | 473  |